# Mughiphantes baebleri
Lepthyphantes de Baebler
Espèce
Mughiphantes baebleri, le Lepthyphantes de Baebler, est une espèce d'araignées aranéomorphes de la famille des Linyphiidae.

## Répartition et habitat
Cette espèce peut-être observée dans les Alpes en France, en Italie, en Suisse, en Autriche et en Slovénie. Elle vit dans des éboulis rocheux entre 2 500 et 3 600 m d'altitude.

## Description
Mughiphantes baebleri mesure entre 2,1 et 2,5 mm.

## Systématique et taxinomie
L'espèce est décrite sous le nom de Lepthyphantes baebleri par Roger de Lessert en 1910. En 1999, elle est replacée dans le genre Mughiphantes par Michael Ilmari Saaristo et Andreï Tanasevitch.
L'espèce a pour synonymes :
- Lepthyphantes baebleri Lessert, 1910
- Lepthyphantes bäbleri Lessert 1910
- Mughiphantes janetscheki (Schenkel, 1950)
- Mughiphantes nanus (Schenkel, 1950)
- Mughiphantes steinboecki (Schenkel, 1934)

## Danger sur l'espèce
L'espèce est classée en danger critique sur la liste rouge des araignées de France métropolitaine.

## Publication originale
- Roger de Lessert, « Arachniden. In: Bäbler, E.: Die wirbellose terrestrische Fauna der nivalen Region », Revue Suisse de Zoologie, no 18,‎ 1910, p. 906-907